# Danielle Sino
Danielle Lynced Sino Guemde (ur. 29 lipca 1994) – kameruńska zapaśniczka walcząca w stylu wolnym. Srebrna medalistka mistrzostw Afryki w 2017. Wicemistrzyni igrzysk frankofońskich w 2017 i trzecia w 2023 roku.